# 442-й окружной военный клинический госпиталь имени З. П. Соловьёва
442-й окружной военный клинический госпиталь Министерства обороны Российской Федерации имени З. П. Соловьёва (до 1923 г. Николаевский военный госпиталь) — госпиталь, обслуживающий военнослужащих Ленинградского военного округа.

## История

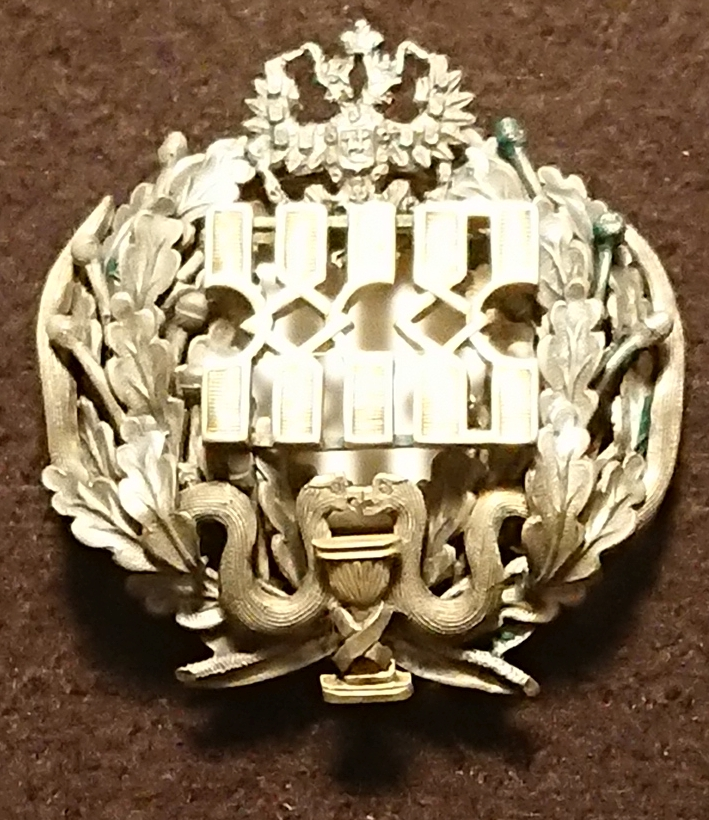
Знак для окончивших учение на женских врачебных курсах при Санкт-Петербургском Николаевском военном госпитале. 1880 г.

Госпиталь учреждён в 1835 году императором Николая I для медицинского обеспечения Санкт-Петербургского гарнизона, в 1869 году переименован в Петербургский Николаевский военный госпиталь.
30 июля 1876 года находившийся на излечении П. А. Кропоткин совершил побег из арестантского отделения (двухэтажный флигель за главным зданием).

Громадный Николаевский военный госпиталь, на Песках, вмещавший, насколько мне помнится, от тысячи до двух тысяч больных, состоял из главного корпуса, фасадом на улице, и множества флигелей и бараков, расположенных позади него. Одно из этих надворных зданий было занято заключёнными под стражу больными и называлось «арестантским отделением». Из него совершил свой замечательный побег П. А. Кропоткин в 1876 г.

Для дежурства по Николаевскому госпиталю наряжались по два офицера от одного и того же полка. Младший дежурил исключительно по арестантскому отделению, из которого не имел права отлучаться. Старший имел надзор за всем госпиталем, включая, на моей ещё памяти, и арестантское отделение, куда он приходил навещать своего более одинокого товарища по полку. — В. Г. Чертков, Дежурство в военных госпиталях.
С 1876 года часть помещений госпиталя занимали Санкт-Петербургские высшие женские медицинские курсы — первое в России высшее медицинское учебное заведение для женщин. Однако уже в 1882 году, с началом периода контрреформ Александра III, приём на них был прекращён под предлогом необходимости освободить госпиталь, и в 1887 году, после выпуска ранее поступивших слушательниц, они были окончательно закрыты.
13 февраля 1881 года в госпиталь был помещён М. П. Мусоргский, скончавшийся в этом же госпитале 16 марта того же года.
С установлением советской власти госпиталь был переименован в Центральный Красноармейский военный госпиталь.
В 1923 году госпиталю присвоено имя заместителя Наркомздрава и начальника Главсанупра З. П. Соловьёва.
С 1941 по август 1944 года госпиталь был эвакуирован в Вологду и являлся основным лечебным учреждением 95 эвакуационного пункта фронта.
В 1968 году госпиталь получил статус «клинического».
Комплекс зданий Петербургского Николаевского военного госпиталя включён в Единый государственный реестр объектов культурного наследия (памятников истории и культуры) народов Российской Федерации в качестве объекта культурного наследия регионального значения.

## Награды
- Орден Трудового Красного Знамени (1985)[1].

## Филиалы
| Филиал №           | Фотография | Адрес                                                                 | Координаты |
| ------------------ | ---------- | --------------------------------------------------------------------- | ---------- |
| 1                  |            | г. Санкт-Петербург, г. Пушкин, ул. Радищева, д. 26                    |            |
| 2                  |            | г. Псков, ул. М. Горького, д. 57                                      |            |
| 3                  |            | Ленинградская область, г. Выборг, ул. Госпитальная, д. 8              |            |
| 4                  |            | Республика Карелия, г. Петрозаводск, ул. Красноармейская, д. 3        |            |
| 5 (1 ВМКГ)         |            | г. Санкт-Петербург, Старо-Петергофский проспект д. 2                  |            |
| 6                  |            | г. Санкт-Петербург, пос. Стрельна, ул. Театральная аллея, д. 15       |            |
| 8 (1261 ВГ РВСН)   |            | Псковская область, г. Остров-3, ул. Фестивальная, д. 20               |            |
| 9 (465 ВГ РВСН)    |            | Ярославская область, г. Переславль-Залесский, мкр-н Чкаловский, д. 24 |            |
| 10 (35 ВМГ)        |            | г. Санкт-Петербург, г. Кронштадт, ул. Мануильского, д.2Б              |            |
| 11 (445 ВГ ЛенВО)  |            | Ленинградская область, г. Луга-3, ул. Госпитальная, д. 1              |            |
| 12 (549 ВГ КВ)     |            | Архангельская область, г. Мирный, ул. Дзержинского д. 1               |            |
| 13 (594 ВАГ ЛенВО) |            | Ленинградская область, г. Гатчина, ул. Киевская, д. 6б                |            |
| 14 (30 ВГ ЛенВО)   |            | Ленинградская область, Выборгский район, п. Каменка                   |            |